# Aleksa Marković
Aleksa Marković (in serbo Алекса Марковић?; Subotica, 10 giugno 2002) è un calciatore serbo, difensore del Podbrezová.

## Carriera

### Club
Il 18 gennaio 2024 viene acquistato a titolo definitivo dalla squadra slovacca del Podbrezová.

## Statistiche

### Presenze e reti nei club
Statistiche aggiornate al 17 maggio 2025.
| Stagione          | Squadra           | Campionato        | Campionato | Campionato | Coppe nazionali | Coppe nazionali | Coppe nazionali | Coppe continentali | Coppe continentali | Coppe continentali | Altre coppe | Altre coppe | Altre coppe | Totale | Totale |
| Stagione          | Squadra           | Comp              | Pres       | Reti       | Comp            | Pres            | Reti            | Comp               | Pres               | Reti               | Comp        | Pres        | Reti        | Pres   | Reti   |
| ----------------- | ----------------- | ----------------- | ---------- | ---------- | --------------- | --------------- | --------------- | ------------------ | ------------------ | ------------------ | ----------- | ----------- | ----------- | ------ | ------ |
| 2021-2022         | MTK Budapest      | NB1               | 0          | 0          | CU              | 1               | 0               | -                  | -                  | -                  | -           | -           | -           | 1      | 0      |
| 2023              | Trans Narva       | ML                | 26         | 1          | CE              | 2               | 1               | UECL               | 2                  | 0                  | -           | -           | -           | 30     | 2      |
| gen.-giu. 2024    | Podbrezová        | SL                | 8          | 0          | CS              | 1               | 0               | -                  | -                  | -                  | -           | -           | -           | 9      | 0      |
| 2024-2025         | Podbrezová        | SL                | 21         | 0          | CS              | 3               | 1               | -                  | -                  | -                  | -           | -           | -           | 24     | 1      |
| Totale Podbrezová | Totale Podbrezová | Totale Podbrezová | 29         | 0          |                 | 4               | 1               |                    | -                  | -                  |             | -           | -           | 33     | 1      |
| Totale carriera   | Totale carriera   | Totale carriera   | 55         | 1          |                 | 7               | 2               |                    | 2                  | 0                  |             | -           | -           | 64     | 3      |